# 库利塔莱
库利塔莱（英語：Kulithalai），是印度泰米尔纳德邦Kapur县的一个城镇。據2001年統計，总人口26,152人。

## 人口
该地2001年总人口26,152人，其中男性13,176人，女性12,976人；0—6岁人口2,594人，其中男1,351人，女1,243人；识字率78.49%，其中男性为83.89%，女性为73.00%。